# Savolles
Savolles é uma comuna francesa na região administrativa da Borgonha-Franco-Condado, no departamento de Côte-d'Or. Estende-se por uma área de 3,16 km². Em 2010 a comuna tinha 163 habitantes (densidade: 51,6 hab./km²).